# The Courageous Coward
The Courageous Coward er en amerikansk stumfilm fra 1919 af William Worthington.

## Medvirkende
- Sessue Hayakawa som Suki Iota
- Tsuru Aoki som Rei Oaki
- Toyo Fujita som Tangi
- George Hernandez som Big Bill Kirby
- Francis McDonald som Tom Kirby